# Sérgio Turra
Sérgio Bergonsi Turra (Marau, 25 de novembro de 1971) é um advogado e político brasileiro. É atualmente deputado estadual pelo Rio Grande do Sul, filiado ao Progressistas. 

## Início de vida, educação e carreira
Nascido em Marau, Sérgio Turra é filho do ex-ministro da Agricultura e atual presidente da ABPA (Associação Brasileira de Proteína Animal), Francisco Turra. Formou-se em Direito pela PUCRS e atuou como advogado em Porto Alegre. Fez ainda especialização em Direito da Economia e da Empresa pela FGV (Fundação Getúlio Vargas) e foi membro do IEJUR (Instituto de Estudos Jurídicos da Atividade Rural) e das comissões de Legislação e Direito Desportivo e de Direito Agrário e do Agronegócio da OAB/RS. 

## Deputado estadual
Em 2014, concorreu pela primeira vez a um cargo eletivo, disputando uma vaga na Assembleia Legislativa do Rio Grande do Sul, pelo Progressistas. Turra foi eleito deputado estadual com 36.518 votos.
Em 2018 foi reeleito deputado estadual. Sérgio Turra foi um dos poucos parlamentares gaúchos que ampliou sua votação de 2014 para 2018. Na Legislatura marcada pela maior renovação na história do Parlamento Gaúcho, Turra obteve crescimento de 44%, passando de 36.518 para 52.668 votos.
No Parlamento, suas principais bandeiras foram o agronegócio, o empreendedorismo e o municipalismo, além da saúde, educação e segurança. Em 2016 foi o autor do relatório que pediu a cassação do mandato do deputado Mário Jardel.
Vice-presidente da Comissão de Agricultura, Pecuária e Cooperativismo da Assembleia, idealizou a Frente Parlamentar de Combate aos Crimes Agropecuários, da qual é presidente. Proposta pelo grupo, a Delegacia de Polícia Especializada na Repressão aos Crimes Rurais e de Abigeato foi inaugurada em 2018 pelo Governo do Estado.
Turra demostra posições firmes em favor de pautas liberais. É a favor da redução da carga tributária e da privatização de empresas públicas, para um Estado mais enxuto, focado nas atividades essenciais. 